# Ringelmann-Effekt
Als Ringelmann-Effekt bezeichnet man die Tatsache, dass Menschen in der Gruppe eine geringere kollektive physische Leistung erbringen als aufgrund der summierten Einzelleistungen zu erwarten wäre. 1974 griffen Ingham und Kollegen den Ringelmann-Effekt auf und umschrieben ihre Forschungsergebnisse als soziales Faulenzen. Beide Begriffe bedeuten einen Motivationsverlust in Gruppen und einen daraus bedingten Leistungsabfall. Beim Ringelmann-Effekt ist allerdings unklar, ob der Leistungsverlust motivations- oder koordinationsbedingt ist. Da mangelnde Koordination einfacher behoben werden kann als mangelnde Motivation, ist der Ringelmann-Effekt – im Gegensatz zum sozialen Faulenzen – kaum noch Gegenstand der Forschung.

## Namensgebendes Experiment
Der französische Agraringenieur Maximilien Ringelmann (1861–1931) untersuchte von 1882 bis 1887 die Effizienz der Arbeit von Pferden, Ochsen, Maschinen und Menschen und fand bei Versuchen zum Ziehen von Lasten heraus, dass die Leistung von Menschen in Gruppen kleiner ist als die Summe der Leistungen, die jeder für sich alleine erbringen würde. Je mehr Menschen Ringelmann gleichzeitig an der Last ziehen ließ, desto weniger Leistung erbrachten die einzelnen Teilnehmer (er testete einen, sieben und vierzehn Männer). Ringelmann war als Ingenieur nicht an den Gründen für diesen Leistungsverlust interessiert und spekulierte nur, dass der Leistungsabfall sowohl an mangelnder Koordination (denn die Teilnehmer mussten ja möglichst simultan ziehen) als auch an verringerter Motivation der Teilnehmer liegen könnte.
Das Ringelmann-Experiment wird vielfach selbst in gängigen Lehrbüchern falsch wiedergegeben, da das Originaldokument lange nicht auffindbar war. Kravitz und Martin haben den Artikel jedoch 1986 neu publiziert und dabei unter anderem klargestellt, dass die Leistung pro Person nicht immer kleiner wird, je größer die Gruppe ist. Ob es eine oder zwei Personen sind, macht noch einen großen Unterschied. Aber ob es nun sechs oder fünfzehn Personen sind, ist fast irrelevant für die Leistung des einzelnen (der Leistungsabfall ist also nicht linear).
Da das Ringelmann-Experiment irgendwann zwischen 1882 und 1887 stattgefunden hat, gilt es heute als das erste sozialpsychologische Experiment überhaupt, auch wenn es erst 1913 publiziert wurde, also nach Tripletts Experimenten zu Social Facilitation.

## Neuere Untersuchungen
Bis in die 1970er Jahre war nicht genau bekannt, was Ringelmann herausgefunden hatte, da die einzige verfügbare Quelle eine Erwähnung in einem Buch von Moede (1927) war. Erst im Jahr 1974 setzten sich Ingham und Kollegen wieder aktiv mit dem „Ringelmann-Effekt“ auseinander. Als Psychologen waren sie dabei vor allem daran interessiert, Motivations- und Koordinationsverluste zu trennen. Daher wählten sie mit Tauziehen eine ähnliche Aufgabe wie Ringelmann und variierten systematisch die Gruppengröße. Neu war allerdings, dass sie den Versuchspersonen die Augen verbanden und sie zum Teil in Pseudogruppen ziehen ließen: Die Teilnehmer dachten, dass sie in der Gruppe zögen, doch in Wirklichkeit waren sie alleine. Auf diese Weise konnte man den Koordinationsverlust ausschließen. Dennoch zeigte sich weiterhin eine reduzierte Kraft der einzelnen Personen in der vermeintlichen Gruppensituation, die mit steigender Gruppengröße immer extremer wurde. Problematisch an diesem Experiment war allerdings, dass die Gruppengröße mit der Anzahl der Zuschauer konfundiert war: Je weniger Personen zogen, desto mehr Personen standen als Zuschauer daneben. Man konnte also nicht ausschließen, dass – statt reduzierter Anstrengung in der Gruppensituation –, das Phänomen der Social Facilitation in der Einzelsituation durch die höhere Anzahl der Zuschauer für den gefundenen Effekt verantwortlich war.
Streng genommen, ist das Experiment von Ingham und Kollegen das letzte zum Ringelmann-Effekt und das erste zu Sozialem Faulenzen, denn hier wurde bereits der Koordinationsverlust vom Motivationsverlust getrennt. Weitere Experimente zum Ringelmann-Effekt gibt es nicht, denn die Psychologen interessieren sich vor allem für den Motivationsverlust. Dass es bei mehreren Personen an einem Tau schwieriger ist, gleichzeitig zu ziehen, verwundert ja auch niemanden weiter. Warum man weniger motiviert ist, ist dagegen nicht so einfach erklärbar.

## Physikalische Erklärung
Der koordinationsbedingte Leistungsverlust beim Tauziehen lässt sich physikalisch folgendermaßen erklären:
1. Am Seil zieht jede Person schräg in eine etwas andere Richtung und wirkt somit mit einer leicht reduzierten Vektor-Komponente, verglichen mit ihrer jeweiligen maximal möglichen Kraft.
2. Jeder zieht nicht dauernd mit der gleichen Kraft, sondern ab und zu mit einem Ruck. Dieser Ruck kommt nicht immer gleichzeitig. Auch wenn geübte Mannschaften dies trainieren können, wird durch das «Koordinations-Problem» die theoretisch maximale Leistung reduziert. Bei Problemen, die eine große Organisation erfordern, wird das Koordinationsproblem noch größer.